# Saison ABA 1973-1974
La saison 1973-1974 de l'ABA est la septième saison de l’American Basketball Association. Du 10 octobre au 10 mai, les dix équipes engagées dans cette saison ont joué chacune 84 matchs. Les playoffs ont conduit en finale les New York Nets opposés aux Utah Stars. Les Nets sont sacrés champions pour la première fois de leur histoire.

## Saison régulière

### Classements
| Champion de division | Qualifié pour les playoffs |

 W = victoires, L = défaites, PCT = pourcentage de victoires, GB = retard (en nombre de matchs)
| Équipe            | W  | L  | PCT    | GB |
| ----------------- | -- | -- | ------ | -- |
| New York Nets     | 55 | 29 | 65,5 % | -  |
| Kentucky Colonels | 53 | 31 | 63,1 % | 2  |
| Carolina Cougars  | 47 | 37 | 56,0 % | 8  |
| Virginia Squires  | 28 | 56 | 33,3 % | 27 |
| Memphis Tams      | 21 | 63 | 25,0 % | 34 |

| Équipe                  | W  | L  | PCT    | GB |
| ----------------------- | -- | -- | ------ | -- |
| Utah Stars              | 51 | 33 | 60,7 % | -  |
| Indiana Pacers          | 46 | 38 | 54,8 % | 5  |
| San Antonio Spurs       | 45 | 39 | 53,6 % | 6  |
| Denver Rockets          | 37 | 47 | 44,0 % | 14 |
| San Diego Conquistadors | 37 | 47 | 44,0 % | 14 |

### Meilleurs joueurs
| Catégorie                  | Joueur         | Équipe                  | Statistique |
| -------------------------- | -------------- | ----------------------- | ----------- |
| Points par match           | Julius Erving  | Virginia Squires        | 27,4        |
| Rebonds par match          | Artis Gilmore  | Kentucky Colonels       | 18,3        |
| Passes décisives par match | Al Smith       | Denver Rockets          | 8,1         |
| Interceptions par match    | Ted McClain    | Carolina Cougars        | 3,0         |
| Contres par match          | Caldwell Jones | San Diego Conquistadors | 4,0         |
| % aux tirs                 | Swen Nater     | Virginia / San Antonio  | 55,2 %      |
| % aux lancers francs       | Jimmy Jones    | Utah Stars              | 88,4 %      |
| % à 3-points               | Louie Dampier  | Kentucky Colones        | 38,7 %      |

### Joueurs récompensés
- Rookie de l'année : Swen Nater, (Virginia Squires)/(San Antonio Spurs)
- MVP de l'année : Julius Erving (New York Nets)
- Entraîneur de l'année : Babe McCarthy, (Kentucky Colonels) et Joe Mullaney, (Utah Stars)
- MVP des playoffs : Julius Erving (New York Nets)
- All-ABA First Team:
  - George McGinnis, Indiana Pacers
  - Julius Erving, New York Nets
  - Artis Gilmore, Kentucky Colonels
  - Jimmy Jones, Utah Stars
  - Mack Calvin, Carolina Cougars
- All-ABA Second Team:
  - Willie Wise, Utah Stars
  - Dan Issel, Kentucky Colonels
  - Swen Nater, Virginia / San Antonio
  - Ron Boone, Utah Stars
  - Louie Dampier, Kentucky Colonels
- All-Defensive Team:
  - Julius Keye, Denver Rockets
  - Willie Wise, Utah Stars
  - Artis Gilmore, Kentucky Colonels
  - Mike Gale, Kentucky / New York
  - Fatty Taylor, Virginia Squires
  - Ted McClain, Carolina Cougars
- All-Rookie Team:
  - Larry Kenon, New York Nets
  - Mike Green, Denver Rockets
  - Swen Nater, Virginia / San Antonio
  - John Williamson, New York Nets
  - Bo Lamar, San Diego Conquistadors

## Playoffs

### Règlement
Au premier tour et pour chaque division, l'équipe classée numéro 1 affronte l'équipe classée numéro 4 et la numéro 2 la 3. Une équipe doit gagner quatre matchs pour remporter une série de playoffs, avec un maximum de sept matchs par série.

### Arbre de qualification
|  | Division demi-finales | Division demi-finales   | Division demi-finales | Division demi-finales |    |               | Division finales | Division finales | Division finales | Division finales |  |  | Finale ABA | Finale ABA | Finale ABA | Finale ABA |
|  |                       |                         |                       |                       |    |               |                  |                  |                  |                  |  |  |            |            |            |            |
|  |                       |                         |                       |                       |    |               |                  |                  |                  |                  |  |  |            |            |            |            |
|  |                       |                         |                       |                       |    |               |                  |                  |                  |                  |  |  |            |            |            |            |
|  | 1                     | Utah Stars              | 4                     | 4                     |    |               |                  |                  |                  |                  |  |  |            |            |            |            |
|  | 1                     | Utah Stars              | 4                     | 4                     |    |               |                  |                  |                  |                  |  |  |            |            |            |            |
|  | 3                     | San Diego Conquistadors | 2                     | 2                     |    |               |                  |                  |                  |                  |  |  |            |            |            |            |
|  | 3                     | San Diego Conquistadors | 2                     | 2                     | 1  | Utah Stars    | 4                | 4                |                  |                  |  |  |            |            |            |            |
|  |                       |                         |                       |                       | 1  | Utah Stars    | 4                | 4                |                  |                  |  |  |            |            |            |            |
|  |                       |                         | 2                     | Indiana Pacers        | 3  | 3             |                  |                  |                  |                  |  |  |            |            |            |            |
|  | 4                     | San Antonio Spurs       | 2                     | Indiana Pacers        | 3  | 3             | 3                | 3                |                  |                  |  |  |            |            |            |            |
|  | 4                     | San Antonio Spurs       |                       |                       |    |               |                  | 3                |                  |                  |  |  |            |            |            |            |
|  | 2                     | Indiana Pacers          | 4                     | 4                     |    |               |                  |                  |                  |                  |  |  |            |            |            |            |
|  | 2                     | Indiana Pacers          | 4                     | 4                     | O1 | Utah Stars    | 1                | 1                |                  |                  |  |  |            |            |            |            |
|  |                       |                         |                       |                       | O1 | Utah Stars    | 1                | 1                |                  |                  |  |  |            |            |            |            |
|  |                       |                         | E1                    | New York Nets         | 4  | 4             |                  |                  |                  |                  |  |  |            |            |            |            |
|  | 1                     | New York Nets           | E1                    | New York Nets         | 4  | 4             | 4                | 4                |                  |                  |  |  |            |            |            |            |
|  | 1                     | New York Nets           |                       |                       |    |               |                  |                  |                  |                  |  |  |            |            |            |            |
|  | 3                     | Virginia Squires        | 1                     | 1                     |    |               |                  |                  |                  |                  |  |  |            |            |            |            |
|  | 3                     | Virginia Squires        | 1                     | 1                     | 3  | New York Nets | 4                | 4                |                  |                  |  |  |            |            |            |            |
|  |                       |                         |                       |                       | 3  | New York Nets | 4                | 4                |                  |                  |  |  |            |            |            |            |
|  |                       |                         | 2                     | Kentucky Colonels     | 0  | 0             |                  |                  |                  |                  |  |  |            |            |            |            |
|  | 4                     | Carolina Cougars        | 2                     | Kentucky Colonels     | 0  | 0             | 0                | 0                |                  |                  |  |  |            |            |            |            |
|  | 4                     | Carolina Cougars        |                       |                       |    |               |                  | 0                |                  |                  |  |  |            |            |            |            |
|  | 2                     | Kentucky Colonels       | 4                     | 4                     |    |               |                  |                  |                  |                  |  |  |            |            |            |            |
|  | 2                     | Kentucky Colonels       | 4                     | 4                     |    |               |                  |                  |                  |                  |  |  |            |            |            |            |
|  |                       |                         |                       |                       |    |               |                  |                  |                  |                  |  |  |            |            |            |            |

Les Nets remportent le premier titre de leur histoire et Julius Erving est élu MVP des séries.